# Seashore Trolley Museum
Das Seashore Trolley Museum ist nach eigenen Angaben das älteste und größte Museum für Fahrzeuge des ÖPNV der Welt und befindet sich in der Stadt Kennebunkport im Bundesstaat Maine der Vereinigten Staaten. Der Hauptanteil der ausgestellten Objekte besteht in Straßenbahnen, es werden aber auch U-Bahnwagen, Oberleitungsbusse und Omnibusse gezeigt. Eigentümerin und zugleich Betreiberin des Museums ist die gemeinnützige New England Electric Railway Historical Society (NEERHS).

## Geschichte

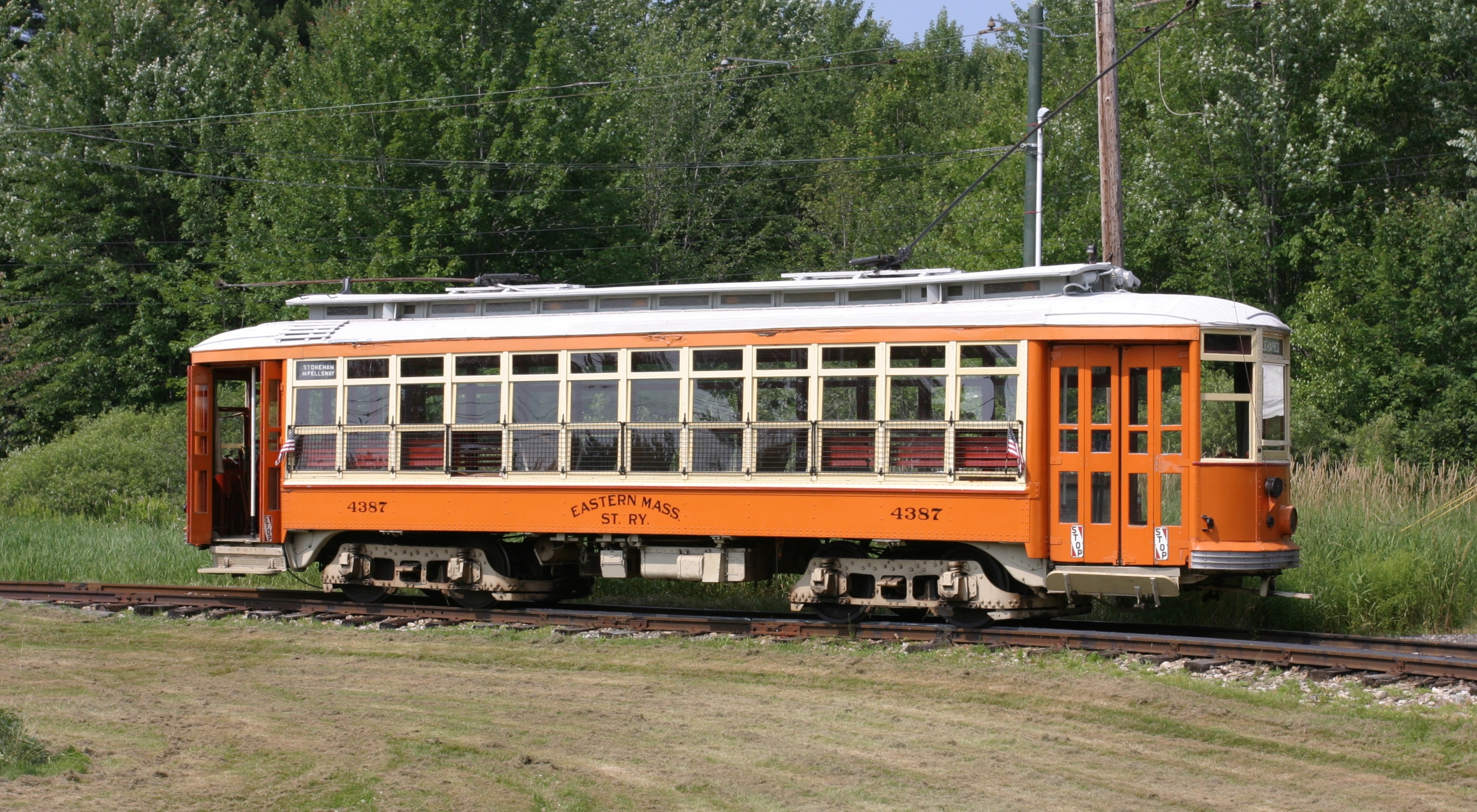
Ein im Museum ausgestelltes Fahrzeug der Eastern Mass. aus dem Jahr 1918

Die Ereignisse, die zur Gründung des Museums führten, begannen im Jahr 1939, als eine Gruppe von Eisenbahn-Enthusiasten erfuhr, dass die Biddeford and Saco Railroad Omnibusse kaufte, um ihre bestehende Fahrzeugflotte von Straßenbahnen zu ersetzen. Immer mehr Straßenbahngesellschaften schlugen diesen Weg ein, da die Busse mittlerweile zuverlässig und rentabel betrieben werden konnten.
Die Eisenbahnfreunde entschieden sich dazu herauszufinden, ob sie möglicherweise eine Straßenbahn erwerben konnten, um sie für die Nachwelt zu bewahren. Auf Nachfrage wurde ihnen mitgeteilt, dass sie das Fahrzeug Nr. 31, einen offenen Wagen mit 12 Sitzbänken, für 150 US-Dollar erwerben könnten. Allerdings müsste es an einen anderen Ort gebracht werden, da die örtlichen Bestimmungen es verboten, stillgelegte Schienenfahrzeuge als Wohnraum zu nutzen. Der Einwand der Käufer, dies sei auch gar nicht das angestrebte Ziel, wurde ignoriert.
Einer der Gründer und „Vater“ des Museums war Theodore Santarelli, der einen Abschluss an der Harvard University machte und das Museum bis zu seinem Tod im Jahr 1987 leitete. Er mietete ein Stück Land an der Log Cabin Road in Kennebunkport an und sorgte dafür, dass das Fahrzeug dorthin gebracht wurde.
Etwa zur gleichen Zeit kaufte eine andere Gruppe von Eisenbahnfreunden eine Straßenbahn von der Manchester and Nashua Street Railway. Beide Gruppen schlossen sich zusammen, und das zweite Fahrzeug wurde ebenfalls zur Log Cabin Road gebracht.
Der Ausbruch des Zweiten Weltkriegs führte zu einer befristeten Stilllegung des Museums, da viele Mitglieder in den Streitkräften dienten. Da zu dieser Zeit Reifen und Kraftstoff rationiert waren, kam es zu einer kurzfristigen Wiederbelebung der Straßenbahnen in vielen US-amerikanischen Städten.
Nach dem Ende des Kriegs setzte sich der Trend zu Omnibussen jedoch weiter fort und führte zu einem rasanten Wachstum des Museums. Im Jahr 2010 verfügte es über mehr als 260 Fahrzeuge, die meisten aus Neuengland und anderen Gebieten der Vereinigten Staaten. Darüber hinaus sind aber auch Ausstellungsstücke aus Kanada, Australien, Japan, Deutschland, Ungarn, England, Schottland, Italien und vielen weiteren Ländern zu sehen.
Einer der Busse, die im Museum gezeigt werden, ist der Biddeford and Saco #31, der 1939 den Straßenbahnwagen abgelöst hatte, der zum Grundstock des Museums wurde. Die spätere Busgesellschaft schenkte ihn nach seiner Außerdienststellung dem Museum, das auch heute noch Fahrzeuge zur Ergänzung der Sammlung kauft.

## Ausstellung und Einrichtungen
Im Hauptgebäude des Museums ist ein Besucherzentrum untergebracht. Neben der Möglichkeit, Eintrittskarten zu erwerben, können ein Verkaufsladen, eine Snack Bar und ein Ausstellungsraum mit diversen Exponaten besucht werden.
Die Fahrzeuge, die in einen fahrbereiten Zustand restauriert wurden, sind in drei Depots ausgestellt. Die Halle, in der die Restaurierungsarbeiten stattfinden, kann von den Besuchern über eine erhöhte Beobachtungsgalerie besichtigt werden. Fahrzeuge, die noch zu restaurieren sind, werden in Lagerhallen und auf Schienenstrecken gestellt, die Besuchern nicht zugänglich sind.
Zu bestimmten Zeiten fahren restaurierte Schienenfahrzeuge auf der museumseigenen Demonstrationsstrecke. Diese folgt der Route der Atlantic Shore Line Railway, die früher Kennebunkport mit York Beach verband. Die in den 1920er Jahren stillgelegte Strecke wurde von ehrenamtlichen Museumsmitarbeitern auf einer Länge von 1,5 mi (2,41 km) von Grund auf neu errichtet. Die Fahrt geht vom Besucherzentrum aus über diese Strecke bis zur Wendeschleife Talbot Park und wieder zurück.
Die Sammlung an Oberleitungsbussen des Museums beinhaltet 17 Fahrzeuge und einen Passagier-Anhänger, wovon sich etwa die Hälfte in fahrbereitem Zustand befinden. Weitere Fahrzeuge sollen hinzu kommen.